# Bourg (Gironde)
Pour les articles homonymes, voir Bourg.
Bourg-sur-Gironde redirige ici.
Bourg [bur] est une commune du Sud-Ouest de la France, dans le département de la Gironde, en région Nouvelle-Aquitaine.
Le nom officiel de la commune est bien Bourg, mais elle est souvent appelée Bourg-sur-Gironde.

## Géographie

### Localisation
Commune située en Haute Gironde et sur la Dordogne, au niveau de sa confluence avec la Garonne au début de l'estuaire de la Gironde. Elle est la ville-centre d'une unité urbaine de l'aire d'attraction de Bordeaux.

### Communes limitrophes
Les communes limitrophes sont  Ambès, Lansac, Prignac-et-Marcamps, Saint-Seurin-de-Bourg, Samonac et Tauriac.
| Samonac               | Lansac |                     |
| Saint-Seurin-de-Bourg | Bourg  | Tauriac             |
|                       | Ambès  | Prignac-et-Marcamps |

### Géologie et relief
La superficie de la commune est de 1 054 hectares ; son altitude varie de 1  à   81 mètres.

### Hydrographie
La commune est traversée par le Moron.

### Climat
Pour des articles plus généraux, voir Climat de la Nouvelle-Aquitaine et Climat de la Gironde.
Historiquement, la commune est exposée à un climat océanique aquitain.  
En 2020, Météo-France publie une typologie des climats de la France métropolitaine dans laquelle la commune est exposée à un climat océanique et est dans la région climatique  Aquitaine, Gascogne, caractérisée par une pluviométrie abondante au printemps, modérée en automne, un faible ensoleillement au printemps, un été chaud (19,5 °C), des vents faibles, des brouillards fréquents en automne et en hiver et des orages fréquents en été (15 à 20 jours).
Pour la période 1971-2000, la température annuelle moyenne est de 13,1 °C, avec une amplitude thermique annuelle de 14,4 °C. Le cumul annuel moyen de précipitations est de 873 mm, avec 12,4 jours de précipitations en janvier et 6,7 jours en juillet. Pour la période 1991-2020, la température moyenne annuelle observée sur la station météorologique la plus proche, située sur la commune de Saint-Gervais à 8 km à vol d'oiseau, est de 13,9 °C et le cumul annuel moyen de précipitations est de 824,9 mm,. Pour l'avenir, les paramètres climatiques de la commune estimés pour 2050 selon différents scénarios d’émission de gaz à effet de serre sont consultables sur un site dédié publié par Météo-France en novembre 2022.

### Milieux naturels et biodiversité

#### Natura 2000
La Dordogne est un site du réseau Natura 2000 limité aux départements de la Dordogne et de la Gironde, et qui concerne les 104 communes riveraines de la Dordogne, dont Bourg,. Seize espèces animales et une espèce végétale inscrites à l'annexe II de la directive 92/43/CEE de l'Union européenne y ont été répertoriées.

#### ZNIEFF
Hormis pour la partie riveraine de la Dordogne en aval de sa confluence avec le ruisseau des Marguerites, Bourg fait partie des 102 communes concernées par une zone naturelle d'intérêt écologique, faunistique et floristique (ZNIEFF) de type II, La Dordogne,, dans laquelle ont été répertoriées huit espèces animales déterminantes et cinquante-sept espèces végétales déterminantes, ainsi que quarante-trois autres espèces animales et trente-neuf autres espèces végétales.

## Urbanisme

### Typologie
Au 1er janvier 2024, Bourg est catégorisée bourg rural, selon la nouvelle grille communale de densité à sept niveaux définie par l'Insee en 2022.
Elle appartient à l'unité urbaine de Bourg, une agglomération intra-départementale regroupant sept  communes, dont elle est ville-centre,,. Par ailleurs la commune fait partie de l'aire d'attraction de Bordeaux, dont elle est une commune de la couronne,. Cette aire, qui regroupe 275 communes, est catégorisée dans les aires de 700 000 habitants ou plus (hors Paris),.

### Occupation des sols

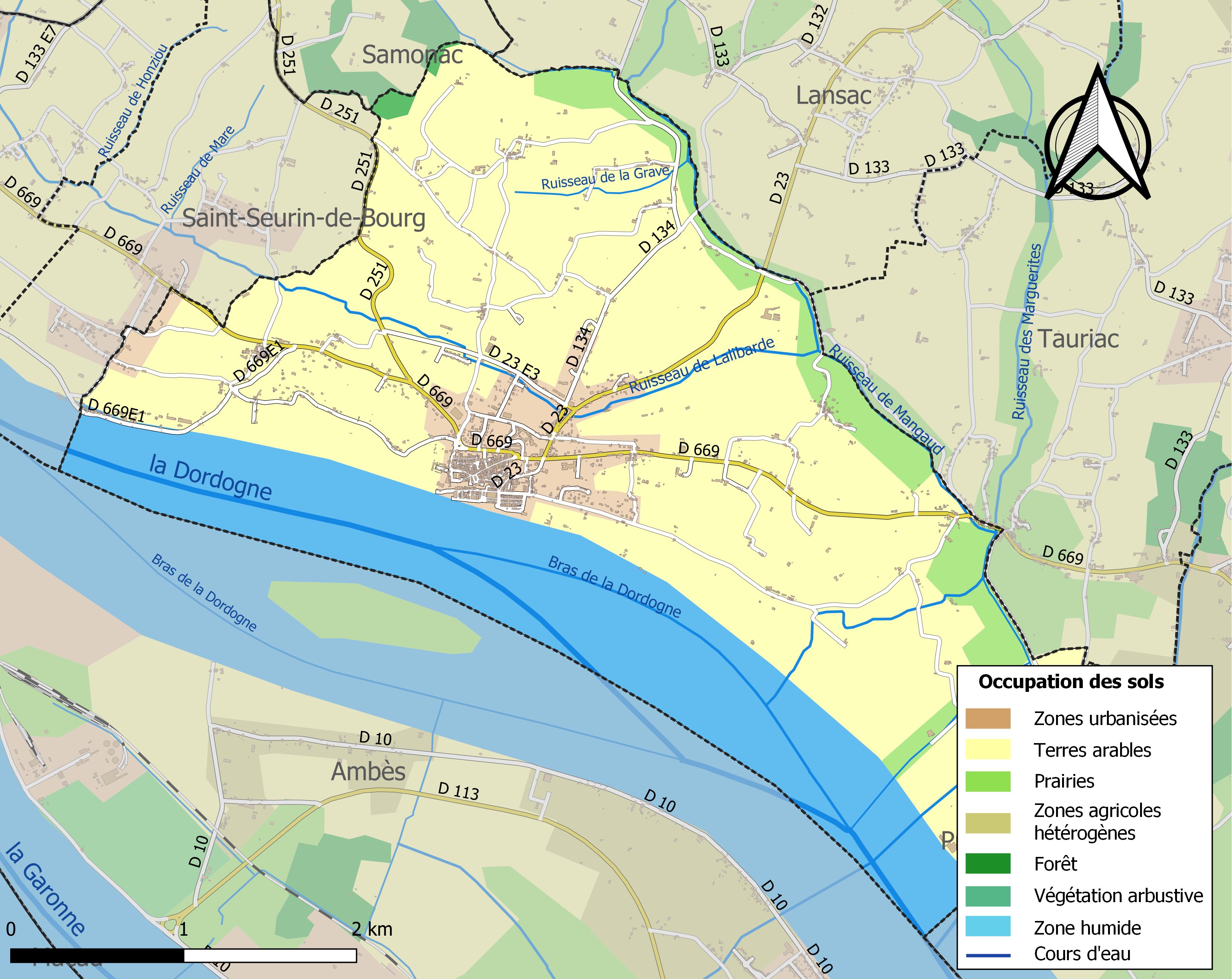
Carte des infrastructures et de l'occupation des sols de la commune en 2018 (CLC).

L'occupation des sols de la commune, telle qu'elle ressort de la base de données européenne d’occupation biophysique des sols Corine Land Cover (CLC), est marquée par l'importance des territoires agricoles (72,2 % en 2018), en diminution par rapport à 1990 (74,8 %). La répartition détaillée en 2018 est la suivante : 
cultures permanentes (64 %), eaux continentales (20,9 %), prairies (8,2 %), zones urbanisées (6,7 %), forêts (0,3 %). L'évolution de l’occupation des sols de la commune et de ses infrastructures peut être observée sur les différentes représentations cartographiques du territoire : la carte de Cassini (XVIIIe siècle), la carte d'état-major (1820-1866) et les cartes ou photos aériennes de l'IGN pour la période actuelle (1950 à aujourd'hui).

### Voies de communication et transports
La principale voie de communication routière qui traverse la ville est l'ancienne route nationale 669, devenue route départementale 669, entre Blaye et Saint-André-de-Cubzac.

### Risques majeurs
Le territoire de la commune de Bourg est vulnérable à différents aléas naturels : météorologiques (tempête, orage, neige, grand froid, canicule ou sécheresse), inondations, mouvements de terrains et séisme (sismicité faible). Un site publié par le BRGM permet d'évaluer simplement et rapidement les risques d'un bien localisé soit par son adresse soit par le numéro de sa parcelle.
La commune fait partie du territoire à risques importants d'inondation (TRI) de Bordeaux, regroupant les 28 communes concernées par un risque de submersion marine ou de débordement de la Garonne, un des 18 TRI qui ont été arrêtés fin 2012 sur le bassin Adour-Garonne. Les crues significatives qui se sont produites au XXe siècle, avec plus de 6,70 m mesurés au marégraphe de Bordeaux sont celles du 27 décembre 1999 (7,05 m, débit de la Garonne de 700 m3/s), du 13 décembre 1981 (6,85 m, 1500 à 2 000 m3/s), du 19 mars 1988 (6,84 m, 4 000 m3/s), du 7 février 1996 (6,77 m, 1 000 m3/s) et du 28 avril 1998 (6,73 m, 2 700 m3/s). Au XXIe siècle, ce sont celles liées à la tempête Xynthia du 28 février 2010 (6,92 m, 816 m3/s) et du 31 janvier 2014 (6,9 m, 2500 à 3 000 m3/s). Des cartes des surfaces inondables ont été établies pour trois scénarios : fréquent (crue de temps de retour de 10 ans à 30 ans), moyen (temps de retour de 100 ans à 300 ans) et extrême (temps de retour de l'ordre de 1 000 ans, qui met en défaut tout système de protection). La commune a été reconnue en état de catastrophe naturelle au titre des dommages causés par les inondations et coulées de boue survenues en 1982, 1986, 1988, 1992, 1999, 2009 et 2013,.
Les mouvements de terrains susceptibles de se produire sur la commune sont des affaissements et effondrements liés aux cavités souterraines (hors mines), des éboulements, chutes de pierres et de blocs et des tassements différentiels. Par ailleurs, afin de mieux appréhender le risque d’affaissement de terrain, l'inventaire national des cavités souterraines permet de localiser celles situées sur la commune.

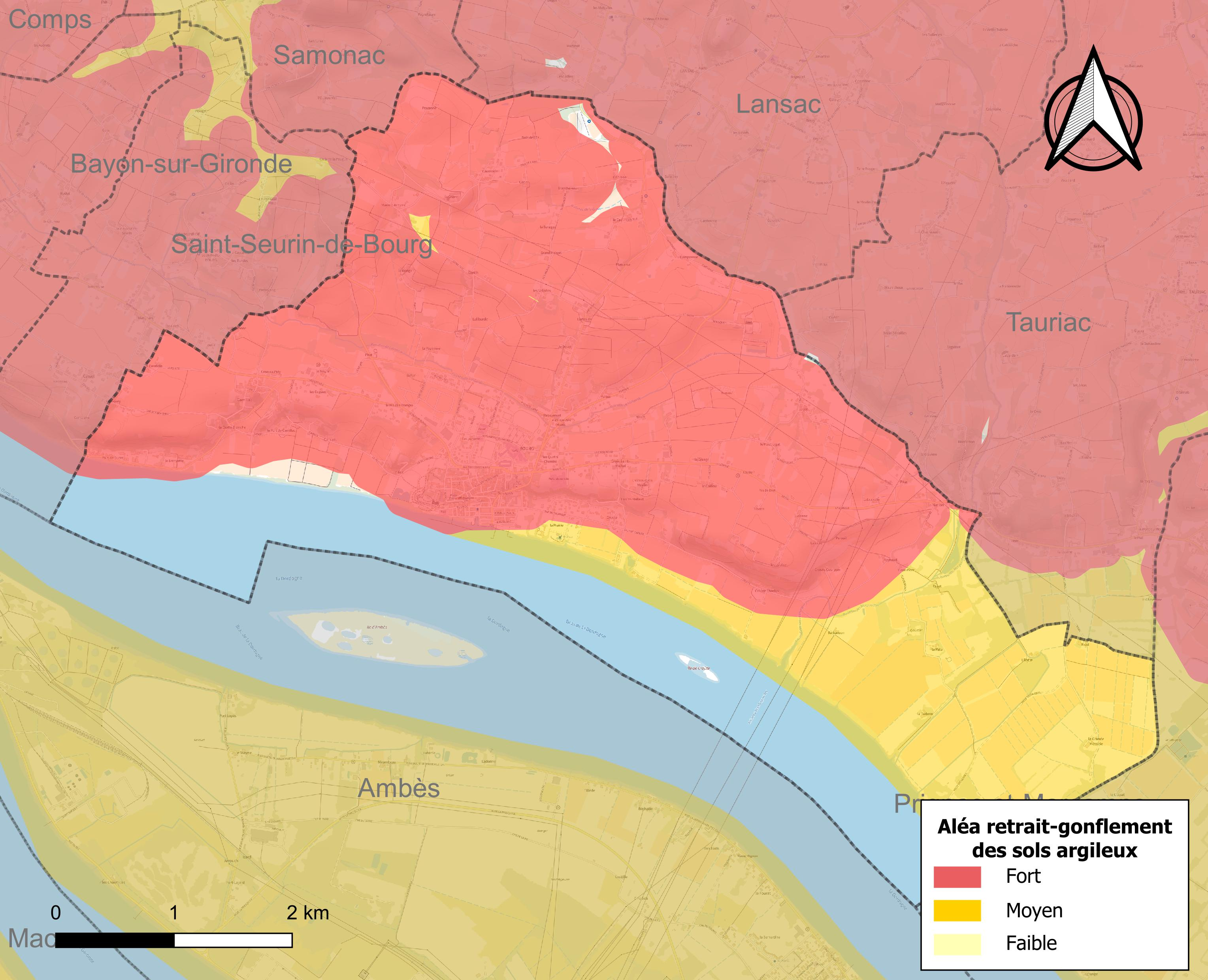
Carte des zones d'aléa retrait-gonflement des sols argileux de Bourg.

Le retrait-gonflement des sols argileux est susceptible d'engendrer des dommages importants aux bâtiments en cas d’alternance de périodes de sécheresse et de pluie. 81,6 % de la superficie communale est en aléa moyen ou fort (67,4 % au niveau départemental et 48,5 % au niveau national). Sur les 1 001 bâtiments dénombrés sur la commune en 2019, 1 001 sont en aléa moyen ou fort, soit 100 %, à comparer aux 84 % au niveau départemental et 54 % au niveau national. Une cartographie de l'exposition du territoire national au retrait gonflement des sols argileux est disponible sur le site du BRGM,.
Par ailleurs, afin de mieux appréhender le risque d’affaissement de terrain, l'inventaire national des cavités souterraines permet de localiser celles situées sur la commune.
Concernant les mouvements de terrains, la commune a été reconnue en état de catastrophe naturelle au titre des dommages causés par la sécheresse en 1989, 2003 et 2012 et par des mouvements de terrain en 1994, 1999 et 2001.

## Toponymie
Le nom de la commune vient du bas latin burgus d'origine germanique, burg, qui désigne une fortification, une tour fortifiée ou une redoute.
La forme Bourg-sur-Gironde vient du fait qu'autrefois le bec d'Ambès étant plus court, c'était la Gironde et non la Dordogne qui baignait le pied de la falaise sur laquelle est construit le bourg.
Le nom de la commune est Borg en gascon.

## Histoire
S'il est une cité girondine dont le passé historique fut mouvementé, c'est bien Bourg, la coquette cité que baigne la Dordogne, près de son confluent avec la Garonne.
Bourg a été créée au IVe siècle par la famille des Paulin. Tout d'abord centre commercial très important, elle devient par la suite une ville fortifiée. Au début du Ve siècle, les Wisigoths envahissent l'Aquitaine, et s'établissent très fortement à Bourg. C'est l'ère des grandes invasions : au cours des quatre siècles suivants, cette région est ravagée successivement par les Mérovingiens, les Gascons, les Sarrazins, les Carolingiens et les Normands.
Durant la guerre de Cent Ans, Blaye, clé militaire de la défense de l'Aquitaine en sa qualité de dernier bastion fortifié en aval du port de Bordeaux, est plusieurs fois prise et reprise par les belligérants. La commune contracta, en juillet 1379, une alliance de défense contre les troupes françaises avec Bordeaux, laquelle favorisa de nombreux échanges commerciaux avec la capitale girondine.
La ville haute a par la suite accueilli Charles VII (après que Bertrand IV de Montferrand, seigneur de Langoiran, se soit rendu à Dunois), Charles IX et François Ier. Louis XIV y a également résidé pendant la Fronde du 27 août au 2 octobre 1650.

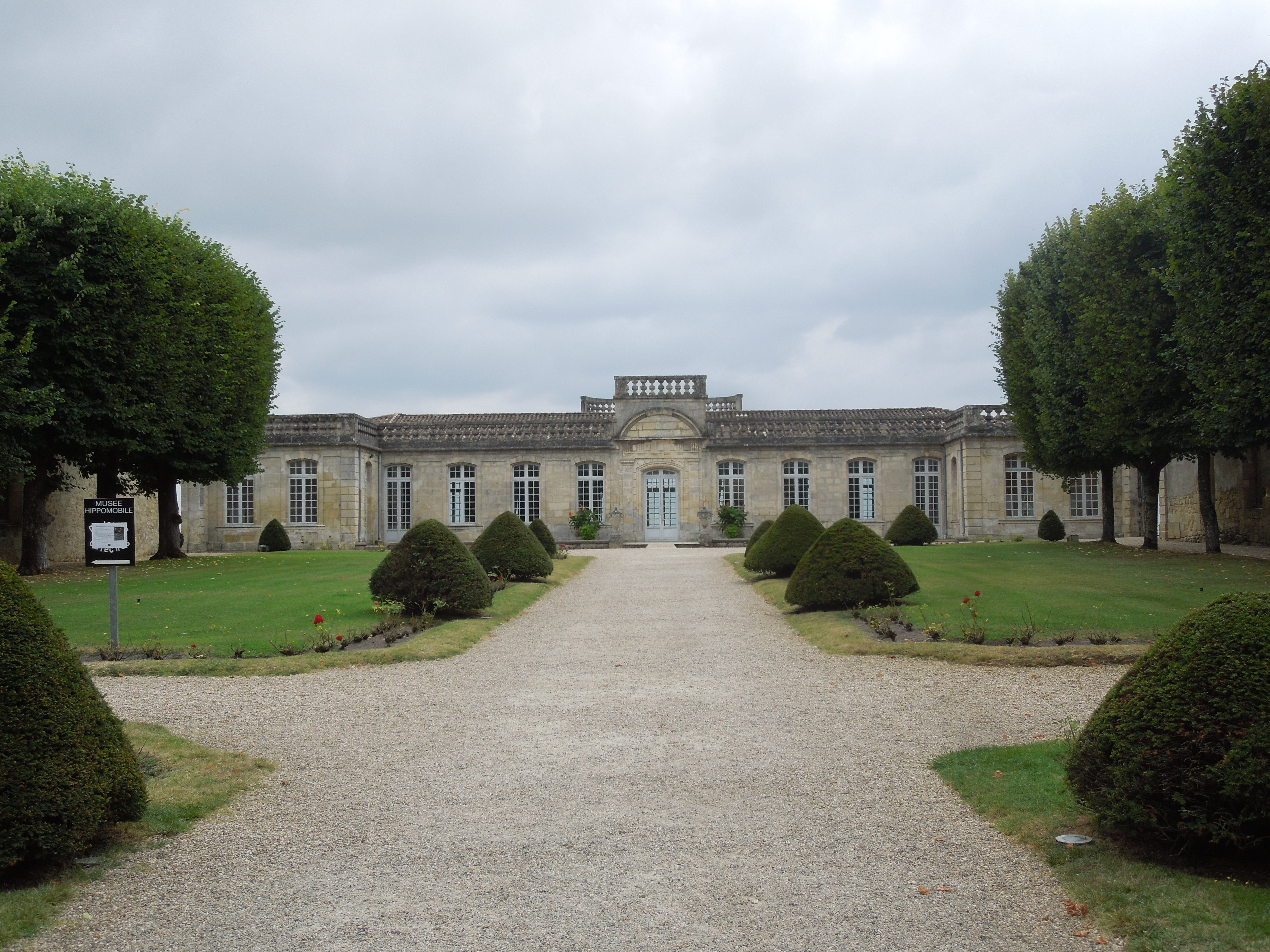
La chartreuse, dite château de la citadelle.

À la suite des révoltes de la Fronde, Louis XIV ordonne en 1664 la destruction de la citadelle et des remparts de la ville turbulente.
En 1723, une chartreuse est construite à cet emplacement par l'architecte Étienne Dardan (dit Francoeur).
La ville de Bourg est chef-lieu de district de 1790 à 1795. Elle absorbe Lalibarde (217 habitants en 1800) avant 1806.
D'anciennes carrières de pierre situées dans la falaise, sous le château de la citadelle, ont été transformées en cuves à pétrole en 1939. Sept cuves de 44  à   65 mètres de long sont alors creusées, sur une hauteur de 11 mètres sous plafond et 8,50 mètres de large. En juin 1940, l'armée allemande en prend possession. Elle y stocke des produits pétroliers livrés par des cargos italiens jusqu'en 1944. Un pétrolier italien, le Clizia, est sabordé par la Kriegsmarine en août 1944. Son épave gît encore dans la Dordogne.
En 1963, la ville fait reconstruire la chartreuse de la citadelle en ne conservant que les murs extérieurs.
Aujourd'hui, Bourg est une ravissante cité bâtie sur un piton rocheux, on y trouve des remparts, le château de la Citadelle, un lavoir, des ruelles étroites et pittoresques qui dévalent vers le port... La richesse patrimoniale et architecturale de cette cité lui vaut le classement en « Village ancien ».

## Politique et administration

### Liste des maires
| Période                                  | Période  | Identité       | Étiquette | Qualité        |
| ---------------------------------------- | -------- | -------------- | --------- | -------------- |
| 1947                                     | 1959     | Henri Géraud   |           | Notaire        |
| 1959                                     | 1989     | Henri Groulier | Gaulliste | Médecin        |
| 1989                                     | 2008     | Guy Maingot    | UDF       | Dentiste       |
| 2008                                     | 2014     | Denis Levraud  | DVG       | Viticulteur    |
| 2014                                     | En cours | Pierre Joly    | DVD       | Retraité d'EDF |
| Les données manquantes sont à compléter. |          |                |           |                |

### Politique de développement durable
La commune a engagé une politique de développement durable en lançant une démarche d'Agenda 21 en 2005.

### Jumelages
Salers, département du Cantal (France)

## Population et société

### Démographie
Les habitants sont appelés les Bourquais et la contrée autour de la ville est appelée le Bourgeais.

#### Évolution démographique
L'évolution du nombre d'habitants est connue à travers les recensements de la population effectués dans la commune depuis 1793. Pour les communes de moins de 10 000 habitants, une enquête de recensement portant sur toute la population est réalisée tous les cinq ans, les populations de référence des années intermédiaires étant quant à elles estimées par interpolation ou extrapolation. Pour la commune, le premier recensement exhaustif entrant dans le cadre du nouveau dispositif a été réalisé en 2007.

En 2022, la commune comptait 2 264 habitants, en évolution de +1,52 % par rapport à 2016 (Gironde : +6,91 %, France hors Mayotte : +2,11 %).
| 1793  | 1800  | 1806  | 1821  | 1831  | 1836  | 1841  | 1846  | 1851  |
| ----- | ----- | ----- | ----- | ----- | ----- | ----- | ----- | ----- |
| 3 200 | 2 704 | 2 534 | 2 233 | 2 306 | 2 466 | 2 564 | 2 666 | 2 694 |

| 1856  | 1861  | 1866  | 1872  | 1876  | 1881  | 1886  | 1891  | 1896  |
| ----- | ----- | ----- | ----- | ----- | ----- | ----- | ----- | ----- |
| 2 687 | 2 781 | 2 810 | 2 735 | 2 864 | 2 771 | 2 734 | 2 780 | 2 890 |

| 1901  | 1906  | 1911  | 1921  | 1926  | 1931  | 1936  | 1946  | 1954  |
| ----- | ----- | ----- | ----- | ----- | ----- | ----- | ----- | ----- |
| 2 832 | 2 688 | 2 555 | 2 470 | 2 334 | 2 306 | 2 182 | 2 057 | 2 199 |

| 1962  | 1968  | 1975  | 1982  | 1990  | 1999  | 2006  | 2007  | 2012  |
| ----- | ----- | ----- | ----- | ----- | ----- | ----- | ----- | ----- |
| 2 518 | 2 560 | 2 318 | 2 107 | 2 158 | 2 115 | 2 198 | 2 209 | 2 141 |

| 2017  | 2022  | - | - | - | - | - | - | - |
| ----- | ----- | - | - | - | - | - | - | - |
| 2 243 | 2 264 | - | - | - | - | - | - | - |

#### Pyramide des âges
La population de la commune est relativement jeune.
En 2018, le taux de personnes d'un âge inférieur à 30 ans s'élève à 33,1 %, soit en dessous de la moyenne départementale (35,9 %). À l'inverse, le taux de personnes d'âge supérieur à 60 ans est de 26,1 % la même année, alors qu'il est de 24,9 % au niveau départemental.
En 2018, la commune comptait 1 101 hommes pour 1 158 femmes, soit un taux de 51,26 % de femmes, légèrement inférieur au taux départemental (52,06 %).
Les pyramides des âges de la commune et du département s'établissent comme suit.
| Hommes | Classe d’âge | Femmes |
| ------ | ------------ | ------ |
| 0,8    | 90 ou +      | 3,3    |
| 5,6    | 75-89 ans    | 10,3   |
| 16,4   | 60-74 ans    | 15,7   |
| 21,6   | 45-59 ans    | 21,7   |
| 19,4   | 30-44 ans    | 18,9   |
| 17,1   | 15-29 ans    | 12,5   |
| 19,1   | 0-14 ans     | 17,6   |

| Hommes | Classe d’âge | Femmes |
| ------ | ------------ | ------ |
| 0,7    | 90 ou +      | 1,9    |
| 6,7    | 75-89 ans    | 8,9    |
| 15,7   | 60-74 ans    | 16,8   |
| 19,9   | 45-59 ans    | 19,3   |
| 19,9   | 30-44 ans    | 19,2   |
| 19,4   | 15-29 ans    | 18,1   |
| 17,7   | 0-14 ans     | 15,8   |

### Enseignement
Bourg fait partie de l'académie de Bordeaux.

### Activités sportives
Tennis, football, pétanque, basket-ball, Badminton, yoga.[réf. nécessaire]

### Manifestations culturelles et festivités
- Lieux de tournage du téléfilm Monsieur Léon.
- Chaque année, début septembre, une fête nommée « Les Médiévales Troque-sel » est organisée, dans la pure tradition de l'histoire de la ville, qui au Moyen Âge était un lieu d'échange commercial, notamment pour le sel, qui à l'époque était le seul moyen de conservation des aliments. Ce même sel faisait l'objet d'un impôt spécial, la gabelle.

## Économie
La commune doit, en bonne partie, sa renommée à son vignoble qui produit un vin d'appellation d'origine contrôlée, le côtes-de-bourg sur quelque 3 920 hectares de surface plantée sur environ 550 exploitations, pour une production annuelle d'à peu près 220 000 hectolitres de vin rouge et 1 200 hectolitres de vin blanc.

## Culture locale et patrimoine

### Lieux et monuments
Ce village abrite de nombreux sites tels que le château de la Citadelle abritant dans ses jardins le musée « Au temps des calèches ». On y trouve également un lavoir couvert de 1828, un petit port, la villa mauresque ou encore de nombreuses maisons du XVIIIe siècle construites en pierres du Bourgeais et ornées de mascarons ou balcons en fer forgé.

#### Un site classé monument historique
- l'enclos et la crypte de l'ancienne église Saint-Saturnin de La Libarde[45],

#### Cinq bâtiments ou sites inscrits
- l'ancien Hôtel de Ville, aussi nommé Hôtel de la Jurade, du XVIIIe siècle[46] qui abrite aujourd'hui l'Office de Tourisme ;
- une maison du XVIIIe siècle, place de la Libération[47] ;
- les restes de la porte de Blaye, ayant appartenu à l'enceinte fortifiée[48] ;
- la porte du Port, reste de l'enceinte fortifiée[49] ;
- les ruines gallo-romaines situées au lieu-dit les Gogues[50].

#### Autres sites et monuments
- Le Château de la citadelle et son Musée des calèches[51] ;
- Église Saint-Géronce de Bourg ;
- Ecomusée du Bourgeais - Musée Maurice Poignant, situé dans l'ancien couvent des Ursulines de 1607[52] ;
- La maison mauresque[53] ;
- La route de la Corniche, le long de la Gironde, entre Bourg et la Roque-de-Thau[54].

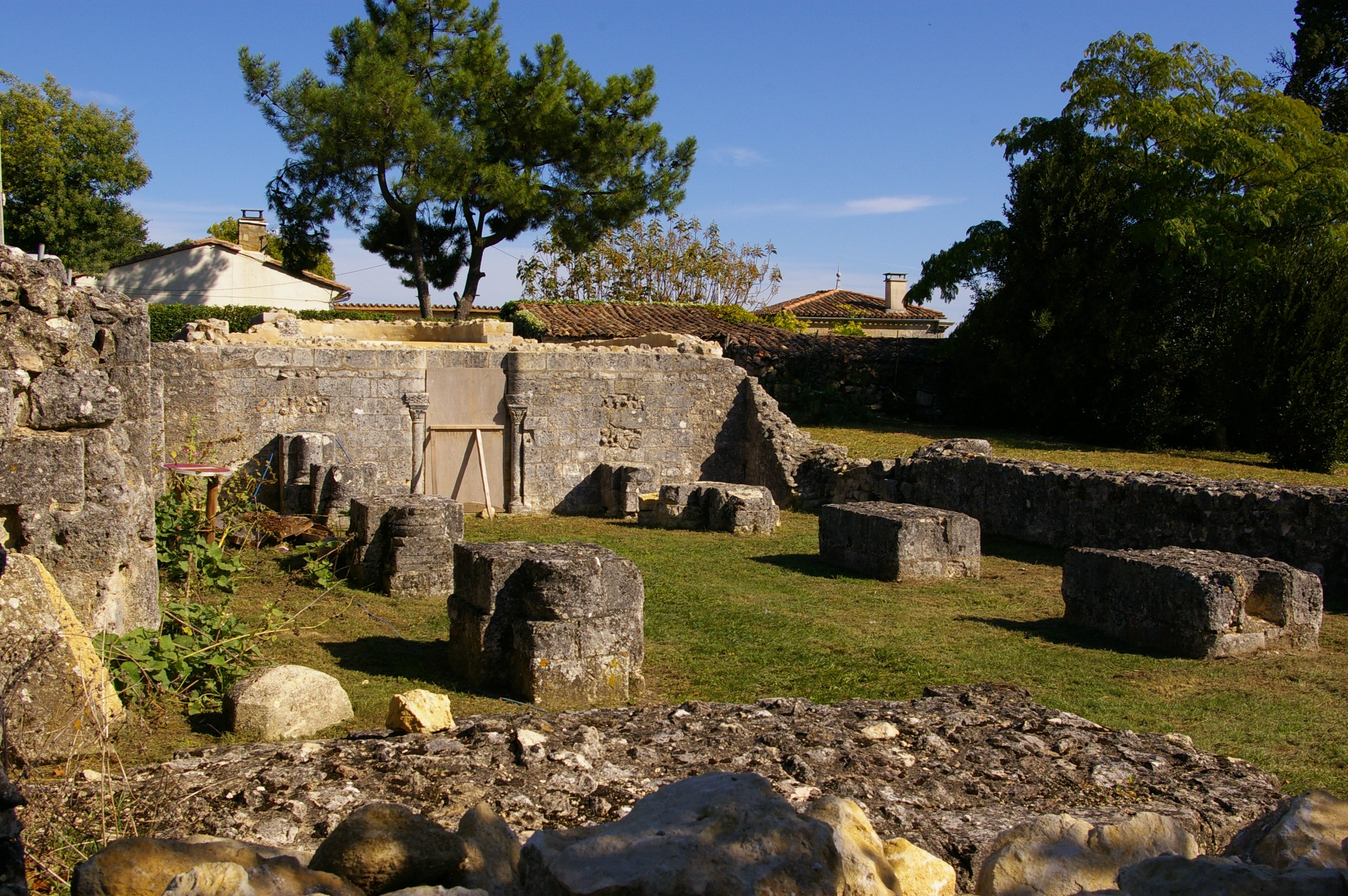
Vestiges de l'église de La Libarde.
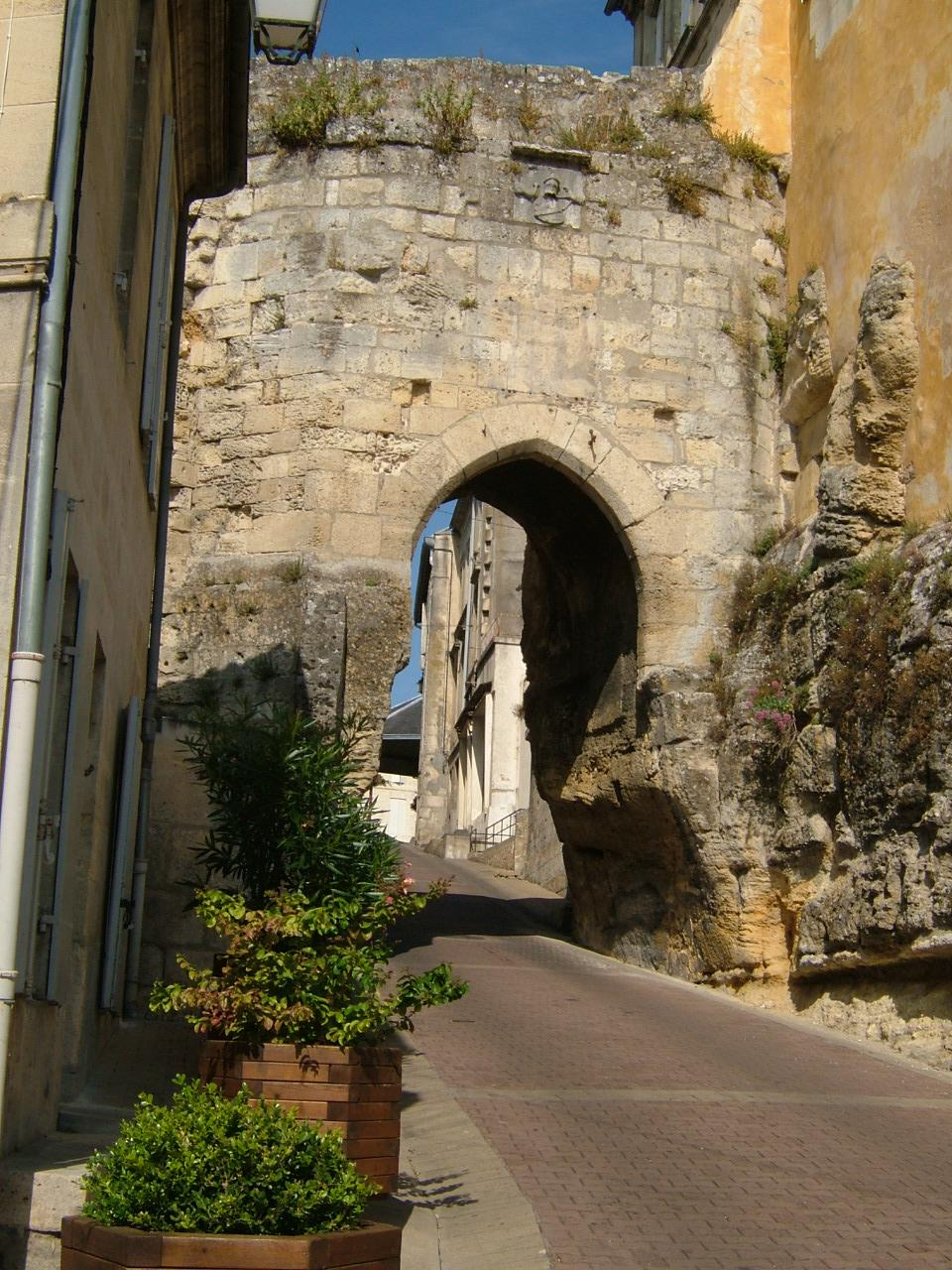
Porte de la Mer ou du Port, et son écusson anglais.
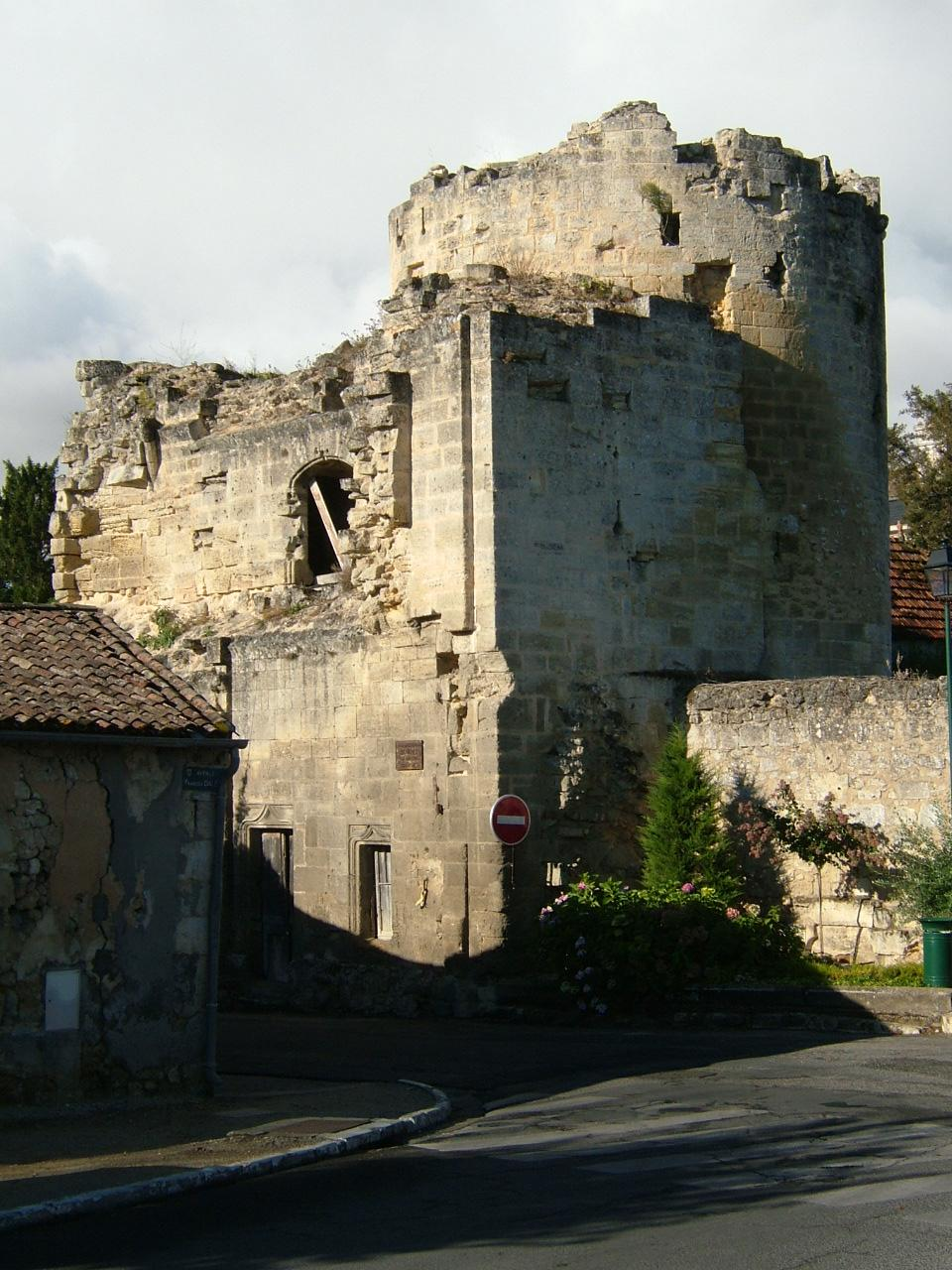
Porte de Blaye.
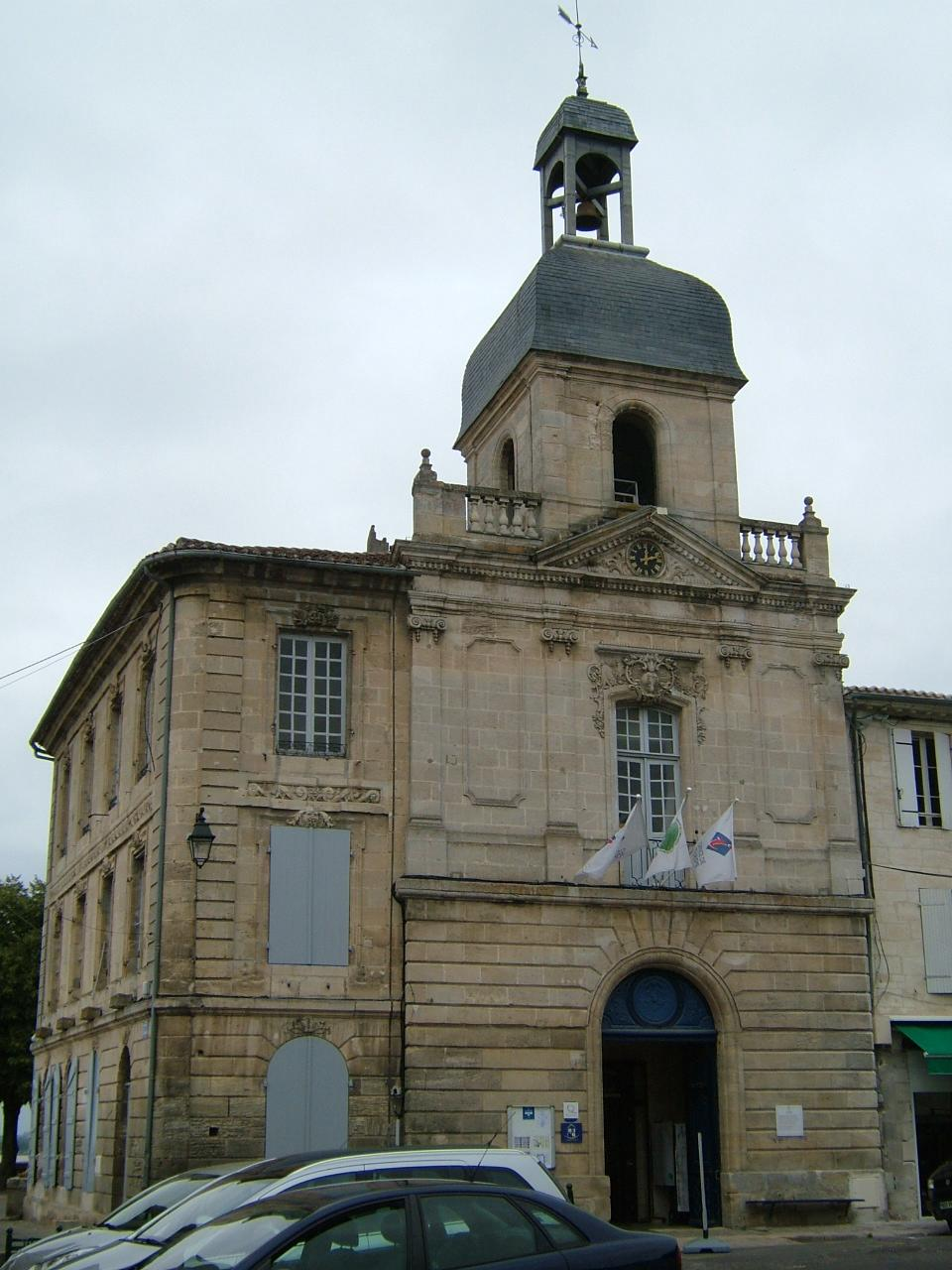
Ancien Hôtel de ville, ou Jurade de Bourg.
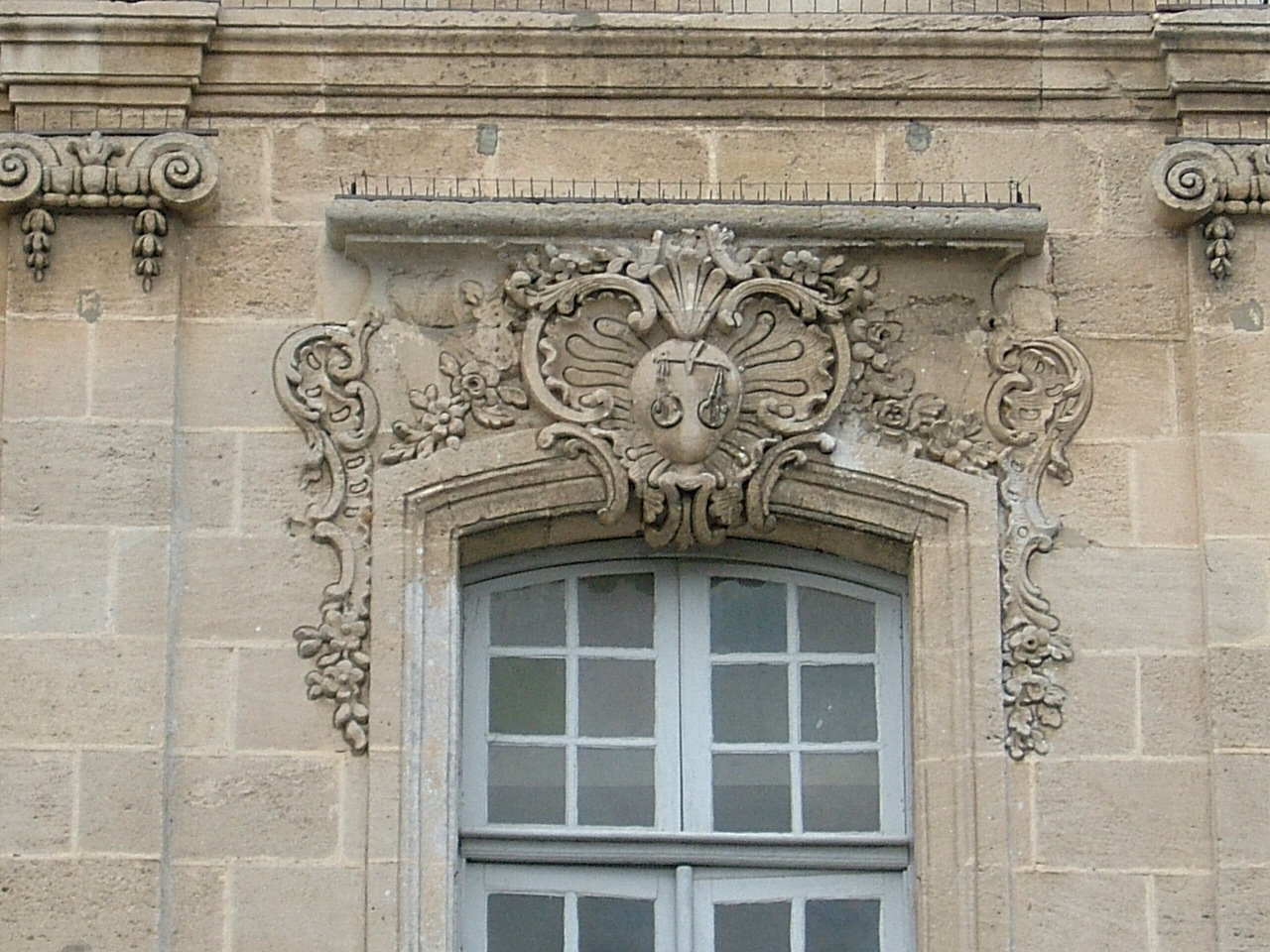
Hôtel de la Jurade, détail. La Justice de paix siégea dans ce bâtiment.
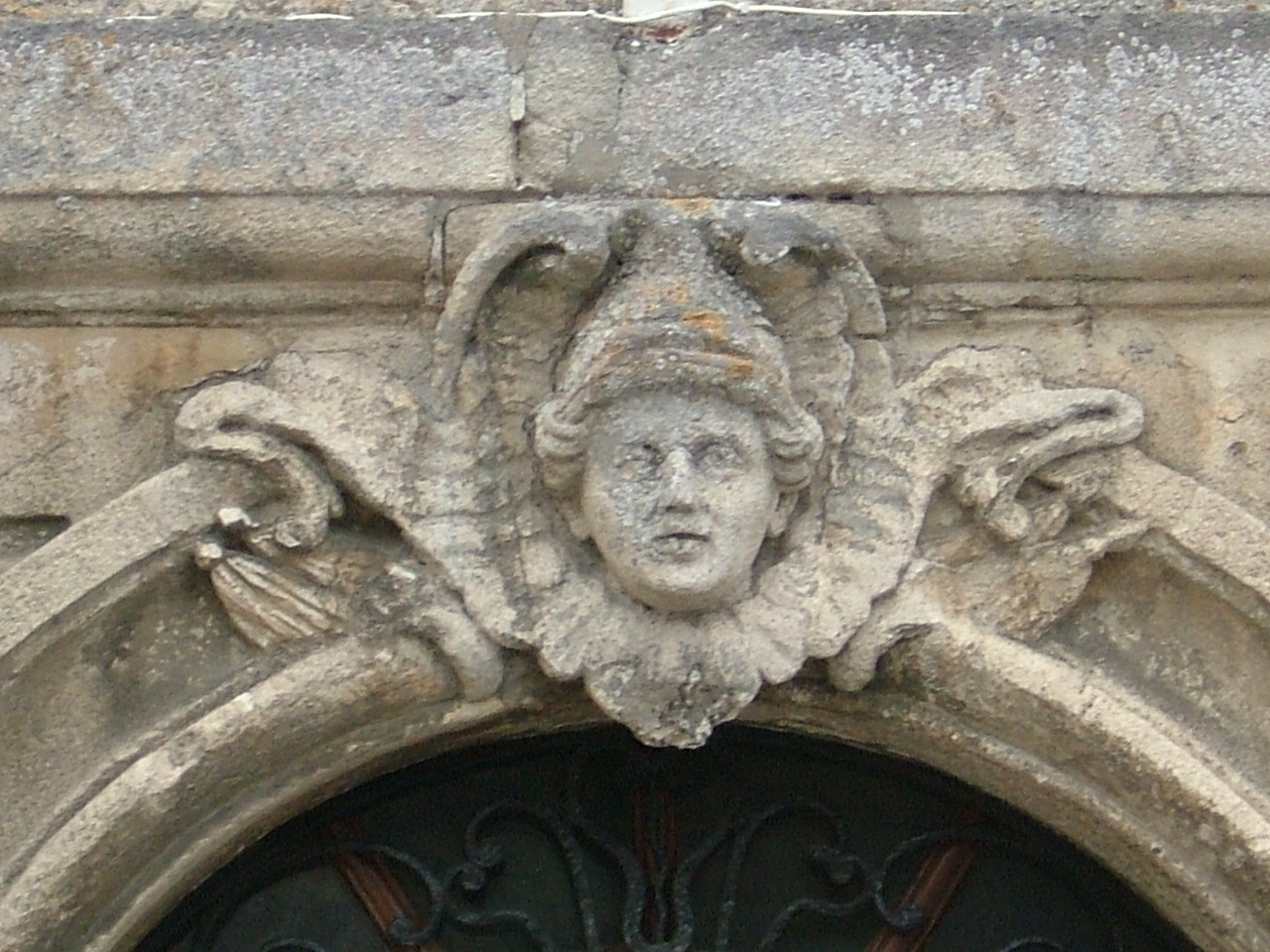
Maison place de la Libération, mascaron au-dessus de la porte.
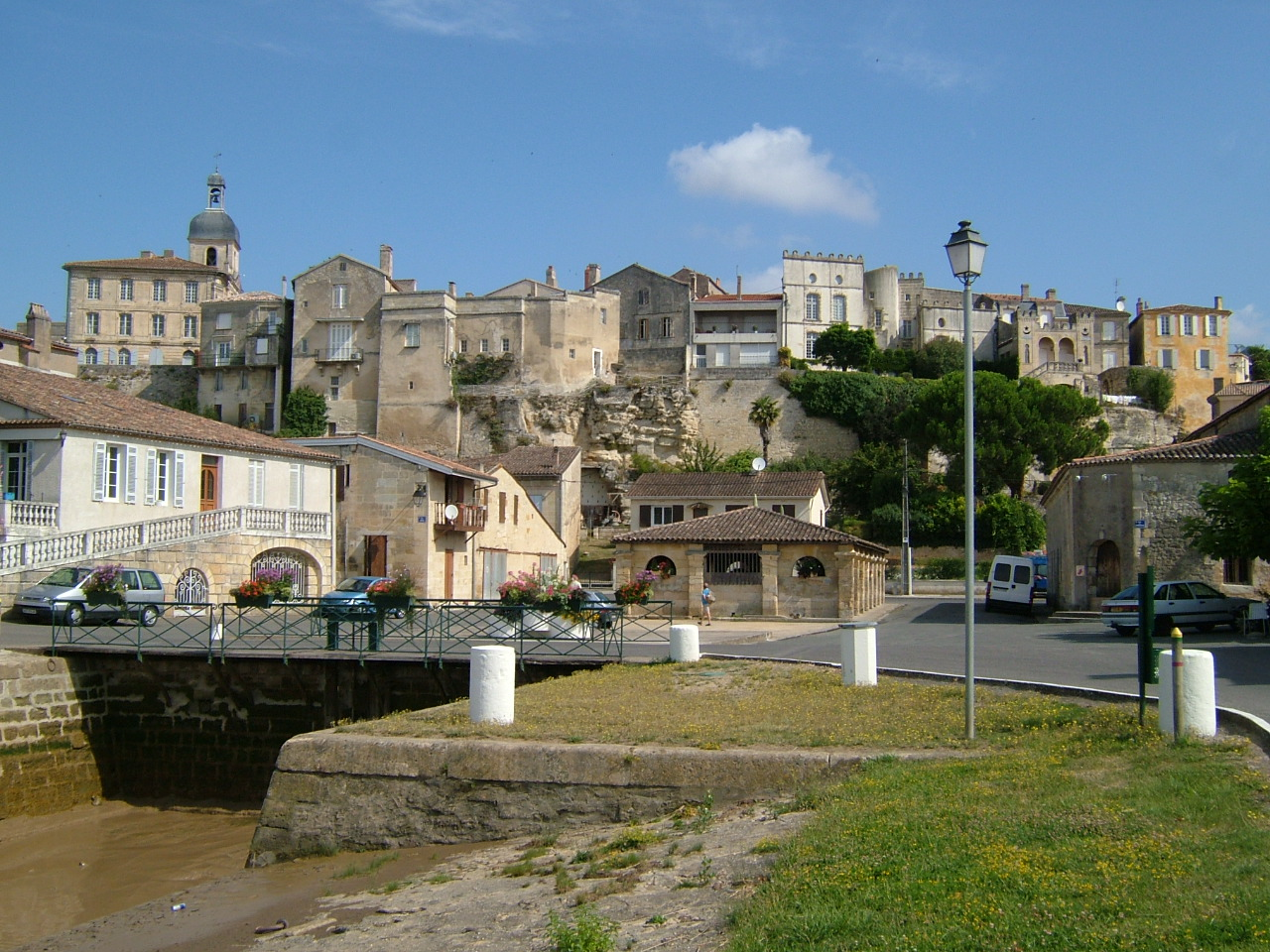
Lavoir au port, maisons sur les remparts.
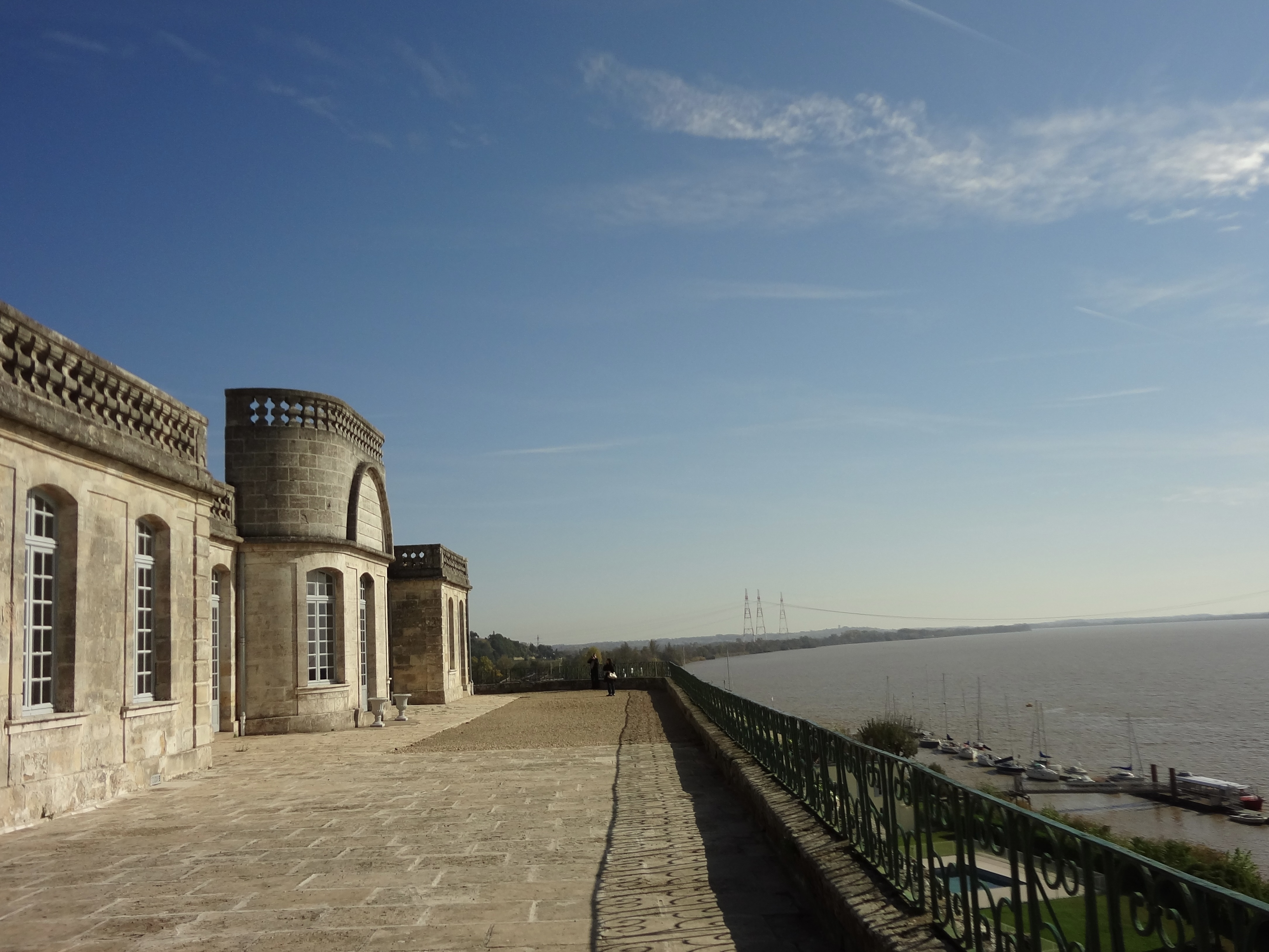
Terrasse du château de la citadelle.
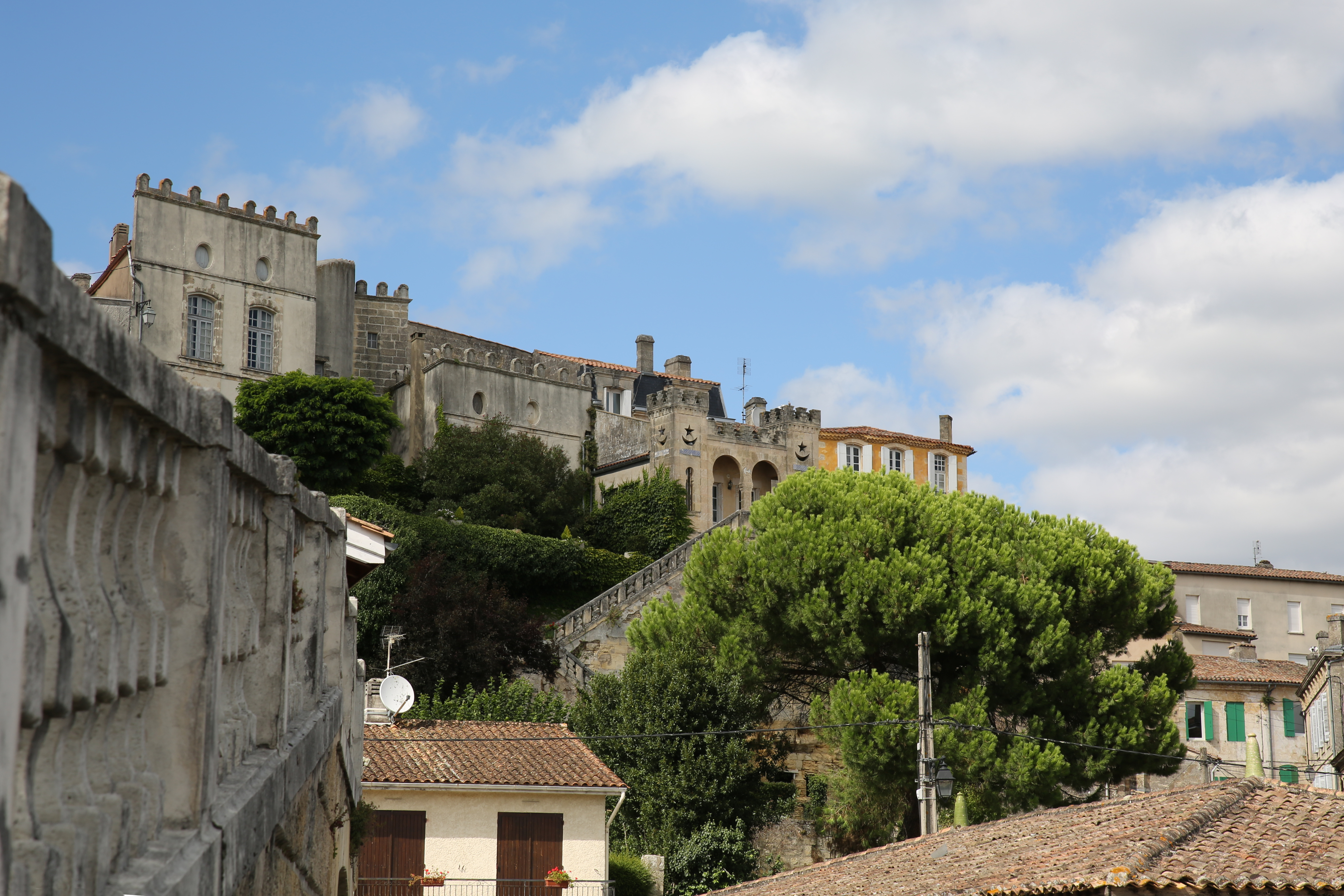
Vu des quais.
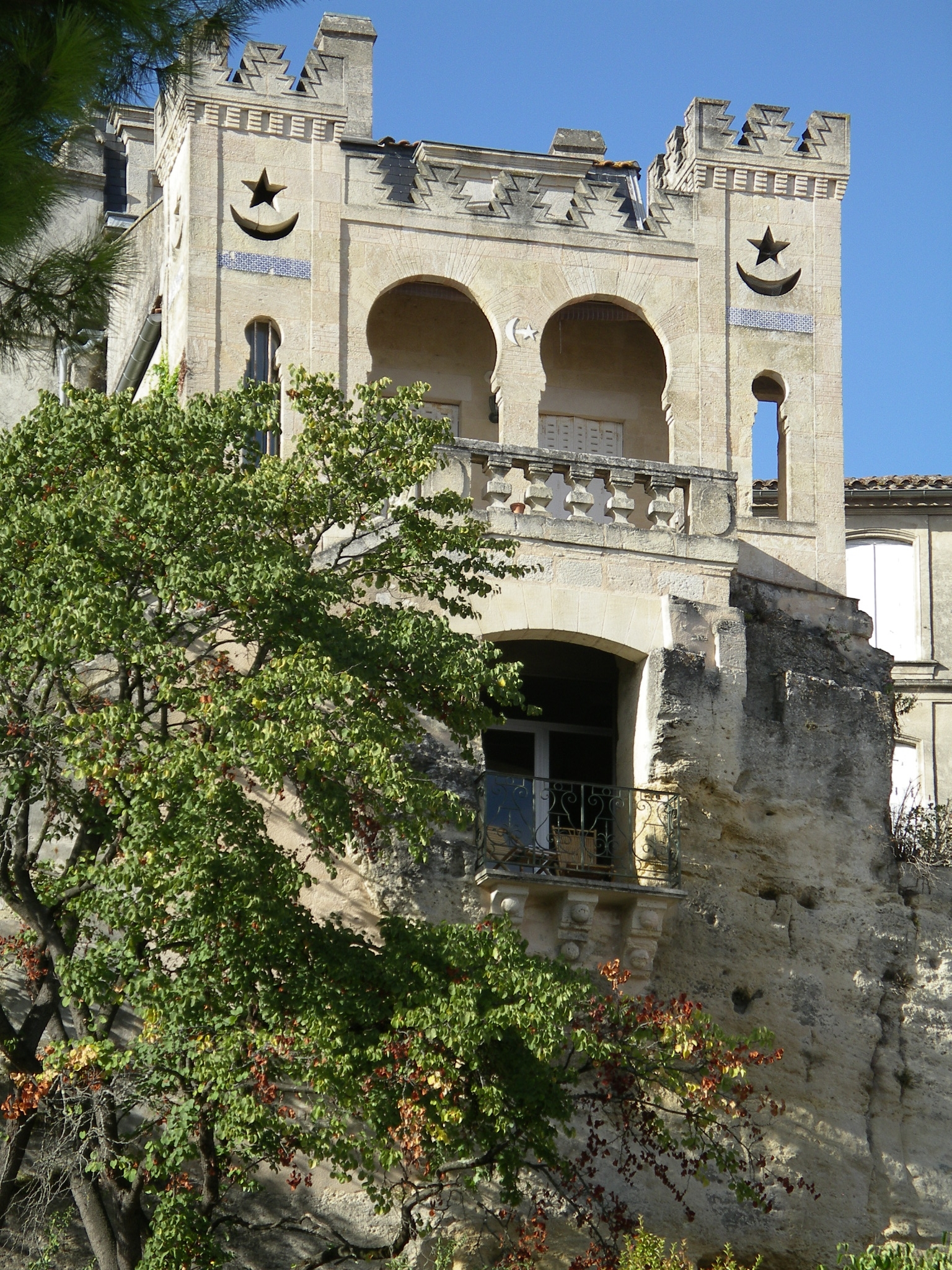
La maison mauresque.
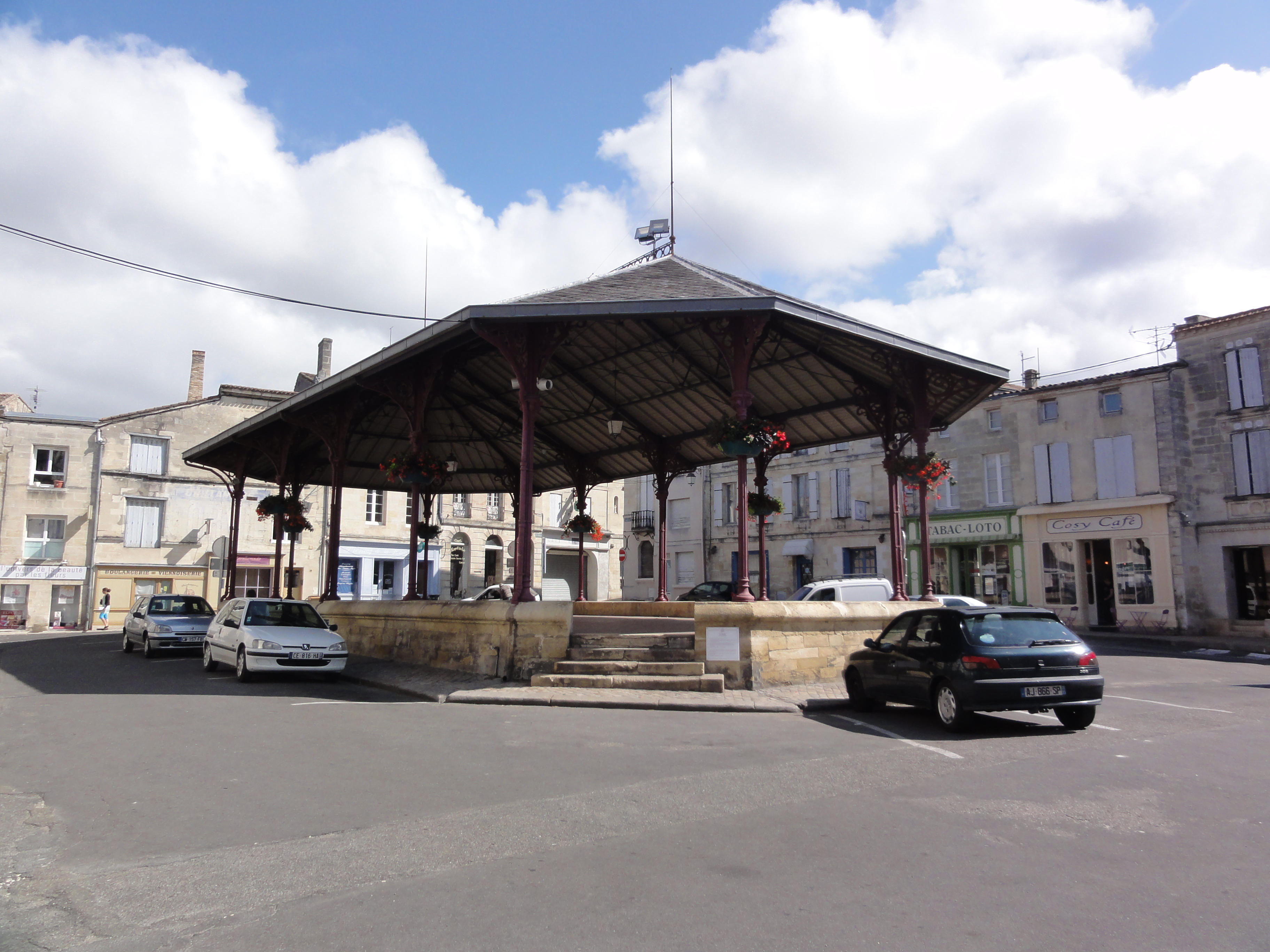
La halle.

### Personnalités
- Guitard de Bourg (mort en 1287), seigneur de Vertheuil, maire de Bordeaux
- Jean de Labadie (1610-1674), ancien prêtre jésuite et fondateur de la secte des Labadistes est né à Bourg
- Mathias Valentin-Bernard (1747-1832), homme politique, maire de Bourg, député du tiers état aux États généraux de 1789.
- François Daleau (1845-1927), né dans la commune, historien et préhistorien
- Émile Couzinet (1896-1964), né dans la commune, cinéaste
- Léo Lagrange (1900-1940), né dans la commune, sous-secrétaire d'État aux sports et à l'organisation des loisirs sous le Front populaire
- Hugues Lagrange, né en 1951 dans la commune, sociologue
- Pierre Bazzo, né en 1954 dans la commune, coureur cycliste

### Héraldique

#### Souveraineté anglaise

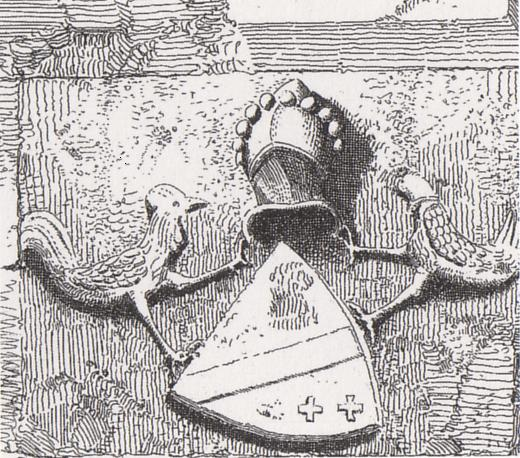
Armoiries surmontant la porte de la Mer. Eau forte de Léo Drouyn

La seule trace héraldique subsistant de la période anglaise de Bourg surmonte la face extérieure de la porte de la Mer, encore dite du Port. Léo Drouyn décrit ainsi cet écusson : 

« à deux mètres environ au-dessus de l'arcade extérieure, on a incrusté un écusson dont la position inclinée est fort rare dans nos contrées. Il est surmonté d'un casque de face, et il a pour tenants deux oiseaux, dont celui de droite est un coq ; la tête de l'autre est si fruste, qu'on n'en peut voir sa forme ; mais je crois que c'est un autre coq. »

Ces armoiries sont attribuées à l'un des Andron, seigneurs de Lansac, qui tiennent le château de Bourg pour le roi d'Angleterre jusqu'au XVe siècle.

#### Souveraineté française
En 1453, le roi Charles VII autorise la ville à porter les armes de France en plein.
| Armes | Les armes de Bourg se blasonnaient ainsi : D'azur à trois fleurs de lis d'or 2 et 1. |

Utilisées sous l'ancien régime (sceau de la mairie en 1599, blason de l'Armorial général de France), elles sont à nouveau utilisées sous la IIIe République (cachet de 1872, armoiries peintes à la clef de voûte d'un bâtiment public), mais leur représentation évolue ensuite, pouvant se blasonner : D'azur aux trois fleurs de lis d'or, à la filière d'argent.
| Armes | Les armes de Bourg sont blasonnées ainsi aujourd'hui : D'azur à trois fleurs de lys d'or, à la bordure d'argent Les armoiries (armes et ornements extérieurs) sont les suivantes : Armes de France pleines d’azur à 3 fleurs de lis d’or. Deux sont en chef et une en pointe. En cimier : un ange. L’écu a une bordure d’argent, il est supporté par deux branches de laurier liées en pointe par un ruban. |

### Spécialités gastronomiques
La figue de Bourg.